# Erich Waschneck
Erich Waschneck est un réalisateur, scénariste et producteur de cinéma allemand, né le 29 avril 1887 à Grimma (Saxe) et mort le 22 septembre 1970 à Berlin-Ouest.

## Biographie
Erich Johannes Waschneck étudie d'abord le dessin et la peinture à la Kunstakademie de Leipzig, avant de prendre contact avec le cinéma en 1907. Il dessine des affiches de film, puis devient photographe de plateau et assistant-caméraman, auprès de Fritz Arno Wagner.
En 1924, il passe à la réalisation pour le cinéma muet, puis pour le cinéma parlant. Il réalise Die Carmen von St. Pauli (1928) qui se rattache au genre du film de rue (Strassenfilm). Son film Huit filles en bateau (1932) est primé à la Mostra de Venise et reçoit la médaille d'or.
Rallié au régime nazi dès 1933, il réalise en 1940 Les Rothschilds, un film de propagande antisémite qui évoque l'enrichissement de cette famille au temps des guerres napoléoniennes.
Il tourne encore deux films après la guerre.
Il s'est marié en 1933 avec l'actrice Karin Hardt. Il est enterré à l'ancien cimetière de Wannsee à Berlin.

## Filmographie
- 1927 : Brennende Grenze
- 1928 :  Die Carmen von St. Pauli
- 1929 : Der Günstling von Schönbrunn (en)
- 1929 : Die Liebe der Brüder Rott
- 1929 : Diane
- 1930 : Passions
- 1930 : Le Joker
- 1932 : Unmögliche Liebe
- 1932 : Jeunes Filles en bateau
- 1933 : Hände aus dem Dunkel
- 1934 : Musique dans le sang (en) (Musik im Blut)
- 1935 : Régine (en)
- 1937 : Yette la divine
- 1940 : Les Rothschilds
- 1940 : Zwischen Hamburg und Haiti (en)
- 1944 : Die Affäre Roedern (en)